# Discografia di Rhove
La discografia di Rhove, rapper italiano, è costituita da un album in studio, un EP e ventuno singoli (inclusi quelli come artista ospite), pubblicati dal 2020.

## Album in studio
| Anno | Titolo                                                                                                | Classifiche | Certificazioni |
| Anno | Titolo                                                                                                | ITA         | Certificazioni |
| ---- | --- | ----------- | -------------- |
| 2024 | Popolari - Pubblicato: 29 marzo 2024 - Etichetta: EMI - Formati: CD, download digitale, LP, streaming | 4           | - ITA: Platino |

## Extended play
| Anno | Titolo | Classifiche | Classifiche | Certificazioni |
| Anno | Titolo | ITA         | SWI         | Certificazioni |
| ---- | --- | ----------- | ----------- | -------------- |
| 2022 | Provinciale - Pubblicato: 10 giugno 2022 - Etichetta: Milano Ovest, Virgin, Universal Italia - Formati: download digitale, streaming | 7           | 72          | - ITA: Oro     |

## Singoli

### Come artista principale
| Anno                                                                  | Titolo                                            | Classifiche | Classifiche | Certificazioni     | Album di provenienza |
| Anno                                                                  | Titolo                                            | ITA         | SWI         | Certificazioni     | Album di provenienza |
| --------------------------------------------------------------------- | ------------------------------------------------- | ----------- | ----------- | ------------------ | -------------------- |
| 2020                                                                  | Blanc Orange (Nanana)                             | —           | —           |                    | /                    |
| 2021                                                                  | Provincia                                         | —           | —           |                    | /                    |
| 2021                                                                  | Corso Europa                                      | —           | —           | - ITA: Oro         | /                    |
| 2021                                                                  | Montpellier                                       | —           | —           | - ITA: Oro         | /                    |
| 2021                                                                  | Ye Freestyle                                      | —           | —           |                    | /                    |
| 2021                                                                  | La zone (feat. Shiva)                             | —           | —           | - ITA: Platino     | /                    |
| 2021                                                                  | Jungle                                            | —           | —           | - ITA: Oro         | /                    |
| 2021                                                                  | Shakerando                                        | 1           | 54          | - ITA: Platino (7) | /                    |
| 2022                                                                  | Laprovince #1                                     | 33          | —           | - ITA: Platino     | /                    |
| 2022                                                                  | Seignosse (con Madfingerz)                        | 52          | —           | - ITA: Oro         | /                    |
| 2022                                                                  | Cancelo                                           | 18          | —           | - ITA: Platino (2) | /                    |
| 2022                                                                  | Laprovince #2 (con Madfingerz)                    | 20          | —           | - ITA: Oro         | Provinciale          |
| 2022                                                                  | Compliquè (feat. Ghali e Shiva)                   | 29          | —           | - ITA: Platino     | Provinciale          |
| 2023                                                                  | Pelé (con Madfingerz)                             | 6           | —           | - ITA: Platino (2) | Popolari             |
| 2023                                                                  | Whip Whip                                         | 22          | —           | - ITA: Oro         | /                    |
| 2023                                                                  | Ancora                                            | 24          | —           | - ITA: Platino (2) | Popolari             |
| 2023                                                                  | Petit fou fou (con Anna)                          | 6           | —           | - ITA: Platino     | Popolari             |
| 2024                                                                  | Popolari                                          | —           | —           |                    | Popolari             |
| 2024                                                                  | Zig zag                                           | —           | —           |                    | Popolari             |
| 2024                                                                  | Alé (feat. Capo Plaza)                            | 33          | —           | - ITA: Platino     | Popolari             |
| 2024                                                                  | Walkie Talkie (Red Bull 64 Bars) (con Madfingerz) | —           | —           |                    | /                    |
| 2024                                                                  | Di Rho                                            | —           | —           |                    | Popolari             |
| 2025                                                                  | Laprovince #4                                     | —           | —           |                    | /                    |
| 2025                                                                  | Avion                                             | —           | —           |                    | /                    |
| "—" indica una pubblicazione che non si è classificata in quel paese. |                                                   |             |             |                    |                      |

### Come artista ospite
| Anno | Titolo                                                                      | Album di provenienza   |
| ---- | --------------------------------------------------------------------------- | ---------------------- |
| 2020 | Phone (LVSH feat. Rhove)                                                    | /                      |
| 2024 | Marijuana (Yung Snapp feat. Rhove)                                          | Hotel Montana (deluxe) |
| 2024 | Petit génie (Italian Remix) (Jungeli feat. Rhove, Germo67, Imen Es e Lossa) | /                      |
| 2025 | Pachamama (Sayf feat. Rhove)                                                | Se Dio vuole           |

## Altri brani entrati in classifica e/o certificati
| Anno                                                                  | Titolo                                                                    | Classifiche | Certificazioni | Album di provenienza |
| Anno                                                                  | Titolo                                                                    | ITA         | Certificazioni | Album di provenienza |
| --------------------------------------------------------------------- | ------------------------------------------------------------------------- | ----------- | -------------- | -------------------- |
| 2022                                                                  | La famiglia (feat. 8blevrai, Kassimi, Yunes LaGrintaa, Sisco, Néza, Nabi) | 40          |                | Provinciale          |
| 2022                                                                  | Couple (feat. Sasso)                                                      | 93          |                | Provinciale          |
| 2022                                                                  | Copacabana                                                                | 44          | - ITA: Oro     | Provinciale          |
| 2022                                                                  | Tuta Lacoste (feat. Timal)                                                | 96          |                | Provinciale          |
| 2022                                                                  | La Haine                                                                  | 59          |                | Provinciale          |
| 2024                                                                  | Amore mio (feat. Sfera Ebbasta e Jul)                                     | 27          |                | Popolari             |
| 2024                                                                  | Vestiti da rapper (feat. Guè)                                             | 76          |                | Popolari             |
| "—" indica una pubblicazione che non si è classificata in quel paese. |                                                                           |             |                |                      |

## Collaborazioni
| Anno                                                                  | Titolo                                                     | Classifiche | Classifiche | Certificazioni | Album di provenienza              |
| Anno                                                                  | Titolo                                                     | ITA         | FRA         | Certificazioni | Album di provenienza              |
| --------------------------------------------------------------------- | ---------------------------------------------------------- | ----------- | ----------- | -------------- | --------------------------------- |
| 2022                                                                  | Zonda (Wayne Santana feat. Neves17 e Rhove)                | —           | —           |                | Succo di zenzero, vol. 2          |
| 2022                                                                  | Cellphone (Shiva feat. Rhove e Bianca Costa)               | 24          | —           |                | Milano Demons                     |
| 2022                                                                  | Audi (Sick Luke feat. Rhove e Capo Plaza)                  | 41          | —           |                | X2 Deluxe                         |
| 2022                                                                  | Europa (Jul feat. Morad, Rhove ed Elai)                    | —           | 61          |                | Cœur blanc                        |
| 2022                                                                  | Grazie la zone (Jul feat. Rhove)                           | —           | 41          |                | Cœur blanc                        |
| 2023                                                                  | Desolé (Drillionaire feat. Rhove e Geolier)                | 29          | —           | - ITA: Oro     | 10                                |
| 2023                                                                  | Calle (RAF Camora feat. Skinny Flex e Rhove)               | —           | —           |                | XV (RR Edition)                   |
| 2024                                                                  | Dal confine (Sadturs e Kiid feat. Rhove e Nerissima Serpe) | —           | —           |                | No Regular Music Mixtape (Deluxe) |
| 2024                                                                  | Malade (Kuremino feat. Rhove)                              | —           | —           |                | 9K                                |
| 2025                                                                  | Suavecita (Néza feat. Rhove)                               | —           | —           |                | Diaspo                            |
| 2025                                                                  | Mbappé Hamšik (Niky Savage feat. Rhove)                    | —           | —           |                | Rapper                            |
| "—" indica una pubblicazione che non si è classificata in quel paese. |                                                            |             |             |                |                                   |